# IVe législature de la République italienne
La IVe législature de la République italienne (en italien : La IV Legislatura della Repubblica Italiana) est la législature du Parlement de la République italienne qui a été ouverte le 16 mai 1963 et qui s'est fermée le 4 juin 1968.

## Gouvernements
- Gouvernement Leone I
  - Du 21 juin 1963 au 4 décembre 1963
  - Président du Conseil des ministres d'Italie : Giovanni Leone (DC)
  - Composition du gouvernement : DC
- Gouvernement Moro I
  - Du 4 décembre 1963 au 22 juillet 1964
  - Président du Conseil des ministres d'Italie : Aldo Moro (DC)
  - Composition du gouvernement : DC, PSI, PSDI, PRI
- Gouvernement Moro II
  - Du 22 juillet 1964 au 23 février 1966
  - Président du Conseil des ministres d'Italie : Aldo Moro (DC)
  - Composition du gouvernement : DC, PSI, PSDI, PRI
- Gouvernement Moro III
  - Du 23 février 1966 au 24 juin 1968
  - Président du Conseil des ministres d'Italie : Aldo Moro (DC)
  - Composition du gouvernement : DC, PSI, PSDI, PRI

## Chambre des députés
| Groupe parlementaire | Nombre de sièges |
| -------------------- | ---------------- |
| DC                   | 260/630          |
| PCI                  | 166/630          |
| PSI                  | 87/630           |
| PLI                  | 39/630           |
| PSDI                 | 33/630           |
| MSI                  | 27/630           |
| PDIUM                | 6/630            |
| PRI                  | 6/630            |

## Sénat
| Groupe parlementaire | Nombre de sièges |
| -------------------- | ---------------- |
| DC                   | 132/315          |
| PCI                  | 85/315           |
| PSI                  | 44/315           |
| PLI                  | 19/315           |
| PSDI                 | 14/315           |
| MSI                  | 15/315           |
| PDIUM                | 2/315            |
| PRI                  | 1/315            |